# Parlamentswahl in Finnland 1913
- SDP: 90
- RKP: 25
- NSP: 29
- ML: 18
- SP: 38

Die Parlamentswahl in Finnland 1913 (finnisch Eduskuntavaalit 1913; schwedisch Riksdagsvalet 1913) fand am 1. und 2. August 1913 statt. Es war die Wahl zum 6. finnischen Parlament.
Die Macht des Parlaments war zuvor von der russischen Herrschaft stark geschmälert worden.

## Teilnehmende Parteien
Es traten 6 verschiedene Parteien zur Wahl an:
| Partei | Partei | Ausrichtung                   | Spitzenkandidat  |
| ------ | --- | ----------------------------- | ---------------- |
|        | Sozialdemokratische Partei Finnlands Suomen Sosialidemokraattinen Puolue (SDP) Finlands Socialdemokratiska Parti | sozialdemokratisch            | Matti Paasivuori |
|        | Finnische Partei Suomalainen Puolue (SP) Finska partiet                                                          | konservativ-fennoman          |                  |
|        | Jungfinnische Partei Nuorsuomalainen Puolue (NSP) Ungfinska partiet                                              | national-liberal              |                  |
|        | Schwedische Volkspartei Ruotsalainen Kansanpuolue (RKP) Svenska Folkpartiet (SFP)                                | liberal                       | Axel Lille       |
|        | Landbund Maalaisliitto (ML) Agrarförbundet                                                                       | sozialliberal                 | Kyösti Kallio    |
|        | Christlicher Arbeiterbund Finnlands Suomen Kristillisen Työväen Liitto (KTL) Finlands kristliga arbetarförbund   | christlich-sozialdemokratisch |                  |

## Wahlergebnis
Die Wahlbeteiligung lag bei 51,1 Prozent und damit 8,7 Prozentpunkte unter der Wahlbeteiligung bei der Parlamentswahl 1911. Dies war auch die bis dahin niedrigste Wahlbeteiligung in der Geschichte der Wahlen zum finnischen Parlament.
Der Abstand zwischen den zwei stärksten Parteien, der Sozialdemokraten und der Finnischen Partei wurde wie bei den Wahlen zuvor größer. Die SDP erreichte 90 Sitze und damit mehr als doppelt so viele wie die Finnische Partei. Der Christliche Arbeiterbund erhielt 1913 kein Mandat mehr im Eduskunta.
| Partei            | Partei                                     | Stimmen   | Stimmen | Stimmen | Sitze  | Sitze |
| Partei            | Partei                                     | Anzahl    | %       | +/−     | Anzahl | +/−   |
| ----------------- | ------------------------------------------ | --------- | ------- | ------- | ------ | ----- |
|                   | Sozialdemokratische Partei Finnlands (SDP) | 312.214   | 43,11   | +3,08   | 90     | +4    |
|                   | Finnische Partei (SP)                      | 143.982   | 19,88   | −1,83   | 38     | −5    |
|                   | Jungfinnische Partei (NSP)                 | 102.313   | 14,13   | −0,75   | 29     | +1    |
|                   | Schwedische Volkspartei (RKP)              | 94.672    | 13,07   | −0,24   | 25     | −1    |
|                   | Landbund (ML)                              | 56.977    | 7,87    | +0,03   | 18     | +2    |
|                   | Christlicher Arbeiterbund Finnlands (KTL)  | 12.850    | 1,77    | −0,38   | —      | −1    |
|                   | Sonstige                                   | 1.296     | 0,18    | +0,09   | —      | —     |
| Gesamt            | Gesamt                                     | 724.304   | 100,00  |         | 200    |       |
| Gültige Stimmen   | Gültige Stimmen                            | 724.304   | 99,13   |         |        |       |
| Ungültige Stimmen | Ungültige Stimmen                          | 6.345     | 0,87    |         |        |       |
| Wahlbeteiligung   | Wahlbeteiligung                            | 730.649   | 51,09   |         |        |       |
| Wahlberechtigte   | Wahlberechtigte                            | 1.430.135 | 100,00  |         |        |       |
| Quelle:           |                                            |           |         |         |        |       |